# Оунду, Алекс
Александр «Алекс» Оунду (англ. Alexander "Alex" Oundu; род. 10 декабря 1943) — кенийский боксёр, представитель лёгкой и полусредней весовых категорий. Выступал за национальную сборную Кении по боксу в 1960-х годах, участник Игр Содружества в Кингстоне и летних Олимпийских игр в Токио.

## Биография
Алекс Оунду родился 10 декабря 1943 года.
Как боксёр впервые привлёк к себе внимание в сезоне 1964 года, когда вошёл в основной состав кенийской национальной сборной и благодаря череде удачных выступлений удостоился права защищать честь страны на летних Олимпийских играх в Токио. В категории до 60 кг нокаутировал своего первого соперника по турнирной сетке, будущего чемпиона мира среди профессионалов из Италии Бруно Аркари, тогда как во втором бою в 1/8 финала раздельным решением судей потерпел поражение от поляка Юзефа Грудзеня, который в итоге и стал победителем этого олимпийского турнира.
После токийской Олимпиады Оунду ещё в течение некоторого времени оставался в составе боксёрской команды Кении и продолжал принимать участие в крупнейших международных турнирах. Так, в 1966 году в полусредней весовой категории он выступил на Играх Британской империи и Содружества наций в Кингстоне, где на стадии четвертьфиналов был побеждён англичанином Бобби Артуром.